# سن-ادومون-له-پلن، کبک
سن-ادومون-له-پلن (به فرانسوی: Saint-Edmond-les-Plaines) شهری در منطقه شهری ماریا-شاپدولن ناحیه سگنه-لاک-سن-ژان در استان کبک کانادا است. در سرشماری سال ۲۰۱۱ این شهر ۴۷۶ نفر جمعیت داشته‌است و مساحت آن ۸۷٫۱۵ کیلومتر مربع است.